# Osówka (województwo świętokrzyskie)
Osówka – wieś w Polsce położona w województwie świętokrzyskim, w powiecie staszowskim, w gminie Szydłów.
W latach 1975–1998 miejscowość położona była w województwie kieleckim.
Przez miejscowość przebiega droga wojewódzka nr 756.

## Współczesne części wsi
Poniżej w tabeli 1 integralne części wsi Osówka (0274909) z aktualnie przypisanym im numerem SIMC (zgodnym z Systemem Identyfikatorów i Nazw Miejscowości) z katalogu TERYT (Krajowego Rejestru Urzędowego Podziału Terytorialnego Kraju).
| SIMC    | Nazwa        | Rodzaj             |
| ------- | ------------ | ------------------ |
| 0274915 | Osówka Nowa  | część miejscowości |
| 0274921 | Osówka Stara | przysiółek         |

## Dawne części wsi – obiekty fizjograficzne
W latach 70. XX wieku przyporządkowano i opracowano spis lokalnych części integralnych dla Osówki zawarty w tabeli 2.

| Nazwa wsi – miasta | Nazwy części wsi – miasta | Nazwy obiektów fizjograficznych – charakter obiektu |
| ------------------ | ------------------------- | --------------------------------------------------- |
| I. Gromada SZYDŁÓW |                           |                                                     |
| 1. Osówka          | —                         | —                                                   |